# 芊蕙子
芊蕙子，本名葉芊蕙（英語：Azalea Luby Yip / Yip Chin Wai；1993年9月19日—），香港公關及市場營銷從業員、YouTuber、網絡紅人、演員。香港網絡創作團隊暨YouTube頻道啱Channel、OUR. Studio及Black Box Office（BBO）創辦人曾達恩（藝名「混血肥仔」）妻子，曾先後負責該三條YouTube頻道之市場及銷售工作。現居於英國倫敦。

## 簡歷
葉氏於1993年9月19日出生於英屬香港。 2010年，葉氏以中五畢業於新生命教育協會呂郭碧鳳中學，其後升讀香港大學專業進修學院人文學科副學士課程。 2013年，入讀香港理工大學專業進修學院（PolyU SPEED）市場營銷及公共關係文學士課程，同年獲提名為當屆班代表（Class Representative），並於2015年畢業。就讀大專時，結識了當時於香港理工大學就讀設計系學士課程的曾達恩（藝名「混血肥仔」）。畢業後，葉芊蕙旋即獲 Wasabi Creation PR & Communications Ltd. 聘任為客戶主任，後於2017年獲晉升為該公司高級客戶主任。2018年，加入由曾達恩創辦的香港網絡創作團隊暨YouTube頻道啱Channel，並獲聘任為市場及銷售經理。
葉氏加入啱Channel後，除市場及銷售工作外，也有參與幕前工作，常與曾達恩以情侶組合參與網絡短片演出。二人其後結婚，並於2020年於香港誕下長女。
2021年8月1日，曾達恩突然宣布正式辭去「啱Channel 股東 / CEO / Creative Director / Artist」等所有職位，表示「時候到了，我選擇放下，保存美好。」將啱Channel賣盤後，曾達恩開始於新平台「OUR. Studio」發表社交網絡帖文與影片作品。葉氏也同時辭去啱Channel的所有職務，並轉為負責「OUR. Studio」的市場及銷售工作。OUR. Studio名字中間的標點代表香港是地圖上的一點。 同年10月，葉氏與曾達恩及女兒一同移居英國倫敦。 2022年9月，葉氏與曾達恩的次女於英國出生。
2023年，曾達恩創立新YouTube頻道「Black Box Office」（BBO），OUR. Studio停止運作。 葉氏則再轉為負責該頻道之市場及銷售工作。

## 個人生活
葉氏在就讀香港理工大學專業進修學院期間，認識其丈夫曾達恩（藝名「混血肥仔」），二人婚後育有兩名女兒，長女於2020年在香港出生，次女則於2022年9月在英國出生。
2025年2月，曾達恩被網民拍到與YouTube頻道BBO女網紅主持丁彥均在屯門香港黃金海岸酒店某餐廳單獨用膳，網民遂懷疑曾達恩有婚外情，葉氏其後亦在Instagram限時動態若有所指，事件掀起網絡熱議。此後，丁在Instagram限時動態指自己不涉介入他人婚姻，並決定暫時退出幕前工作。曾、葉二人則再先後在Instagram各自就離婚問題表述及回應。

## 外部連結
- 芊蕙子的Facebook專頁
- 芊蕙子的Instagram帳戶
- YouTube上的CHIN WAI芊蕙子頻道